# Windows 2.x
Windows 2.0 foi uma interface gráfica de usuário (GUI) entre o sistema operacional Microsoft DOS e o computador, é a segunda versão da família Windows desenvolvido pela empresa norte-americana Microsoft lançado em 9 de dezembro de 1987, sucessor da versao Windows 1.x. Inicialmente, este não era um sistema operacional próprio, era apenas uma interface no modo gráfico que com o auxílio do dispositivo mouse facilitava o uso do computador com sistema MS-DOS, com funcionalidades relativamente limitadas. A primeira tentativa de criar um sistema multitarefa. Foi desenvolvido até versão 2.11. Sendo sucedido pelo Windows 3.x, lançado em 1990.
Era apresentado em 9 disquetes de alta densidade de 5.1/4" de 360 KB, em 5 disquetes de baixa densidade de 3.1/2" de 720 KB ou ainda em 4 disquetes de alta densidade de 5.1/4" de 1,22 MB. O Windows 2.0 praticamente possui a mesma interface do Windows 1.0, com a diferença de ter mais recursos, ferramentas e cores. Os computadores daquela época eram muito lentos quando estes utilizavam uma interface gráfica de boa qualidade. Permite a sobreposição de janelas e estas podem maximizar e minimizar. Existe a versão Windows 2.0/386, otimizada para microprocessadores 386 e similares. Para instalar o Windows 2.X era necessário ao menos 512 KB de memória RAM e um disco rígido. Foi o primeiro Windows que dava suporte ao VGA e aos computadores PS/2.
Existem duas versões especiais do Windows 2.1:
- Windows 2.1/286 foi lançada para aproveitar todos os recursos dos microprocessadores 286;
- Windows 2.1/386 foi lançada para aproveitar todo o potencial dos microprocessadores 386.

Existe uma outra versão da família Windows 2.xx, o Windows 2.11, que foi lançada em Março de 1989, com pequenas mudanças em gerenciamento de memória, melhor impressão e drivers Postscript.